# 小島昭安
小島 昭安（こじま しょうあん、1929年 - ）は、日本の僧侶、口演童話家。曹洞宗永源寺住職。

## 来歴
静岡県富士市生まれ。駒澤大学文学部仏教学科卒業。大本山總持寺、永平寺に安居。
童話研究を進める傍ら、真の人づくりは仏教的情操教育以外にはないとの考えから、1948年「子ども会」を開設。1954年「永源寺日曜学校」を開設。1968年から、全国に先駆けて2泊3日の「子ども禅の集い」を開設。坐禅を中心に多彩なプログラムによる教化活動を行う。また、自坊だけでなく全国各地で、口演童話や紙芝居、人形劇、手品、絵話し、ゲームなどの児童文化財を駆使し、バラエティに富む児童教化活動を長年にわたって展開。
1986年に正力松太郎賞奨励賞、2005年同賞本賞を受賞。第43回久留島武彦文化賞受賞。
著書に「この道をゆく」「心をたがやす」「暮しに生きる仏教語」など。

## 受賞
- 1986年 正力松太郎賞奨励賞（全国青少年教化協議会）
- 2005年 正力松太郎賞本賞
- 第43回 久留島武彦文化賞（日本青少年文化センター）